# Mélanie Richoz
Pour les articles homonymes, voir Richoz.
Mélanie Richoz, née en 1975 à Maules, est une autrice suisse d'expression française.

## Biographie
Mélanie Richoz est née en 1975 à Maules. Elle vit à Bulle, dans le canton de Fribourg, où elle exerce la profession d'ergothérapeute en pédiatrie. 
Après avoir écrit des chroniques dans l'hebdomadaire régional romand Le Messager, elle publie son premier roman, Tourterelle, en 2012.
En 2021, elle publie Contre-la-montre, une biographie de l'athlète handisport Jean-Marc Berset qui habite la même rue qu'elle à Bulle.
Son roman Nani, paru en 2023, obtient le prix du roman des Romands et le prix des auditeurs de la RTS.

## Œuvres
- 2010 : Je croyais que, illustrations de Yasmine Vanderauwera, Slatkine
- 2012 : Tourterelle, Slatkine
- 2013 : Mue, Slatkine
- 2014 : Le Bain et la Douche froide, Slatkine
- 2015 : J'ai tué papa, Slatkine
- 2016 : Un garçon qui court, Slatkine
- 2018 : Le Bus, Slatkine
- 2020 : Apollo, illustrations de Kotimi, Slatkine
- 2021 : Contre-la-montre, Slatkine
- 2021 : Ma Même-Pas-Belle-Mère, illustrations d'Emilien Davaud, Fleurs Bleues
- 2022 : Mouches, Slatkine
- 2022 : Guépard, éditions des Sables
- 2023 : Nani, Slatkine